# Johann Wilhelm Hundeiker
Johann Wilhelm Carl Emil Hundeiker (* 22. Mai 1820 in Poppenbüttel; † 1. Mai 1862 in Hamburg) war ein Hamburger Kaufmann und Abgeordneter.

## Leben
Hundeiker war Kaufmann in Firma Hundeiker & Abegg. Er fungierte von 1859 bis 1861 als Handelsrichter. Er gehörte der Hamburgischen Bürgerschaft von 1859 bis zum 1861 als Abgeordneter an, er mußte wegen körperlicher Leiden (um) seine Entlassung nachsuchen.